# Kirov (lớp tàu chiến-tuần dương)
Lớp tàu chiến-tuần dương Kirov, được Liên Xô chỉ định với cái tên "Project 1144 Orlan" (đại bàng biển), là một lớp tàu tuần dương mang tên lửa hành trình chạy bằng năng lượng hạt nhân của Hải quân Liên Xô trước đây và Hải quân Nga hiện nay. Nó là loại tàu chiến tác chiến mặt nước lớn nhất và nặng nhất (tức là không phải tàu sân bay hoặc tàu đổ bộ tấn công) đang hoạt động trên thế giới. Trong số các tàu chiến hiện đại, chúng có kích thước chỉ đứng sau các tàu sân bay cỡ lớn và sở hữu kích thước tương đương với một thiết giáp hạm thời Chiến tranh thế giới thứ nhất. Phân loại của Liên Xô đối với loại tàu này là "tàu tuần dương hạng nặng mang tên lửa hành trình chạy bằng năng lượng hạt nhân" (tiếng Nga: тяжёлый атомный ракетный крейсер). Tuy nhiên, những con tàu thuộc lớp Kirov thường được các nhà bình luận quốc phòng phương Tây gọi là tàu chiến-tuần dương do kích thước và ngoại hình chung của chúng. Lớp Kirov là lớp tàu chiến được đặt tên nhằm vinh danh Sergei Mironovich Kirov, nhà cách mạng chủ nghĩa cộng sản của Liên Xô.
Sự xuất hiện của lớp Kirov đóng một vai trò quan trọng trong việc tái biên chế các thiết giáp hạm lớp Iowa của Hải quân Hoa Kỳ vào thập niên 1980.
Các thiết kế khung thân tàu chiến-tuần dương lớp Kirov cũng được sử dụng cho tàu chỉ huy chạy bằng năng lượng hạt nhân SSV-33 Ural của Liên Xô.

## Giới thiệu

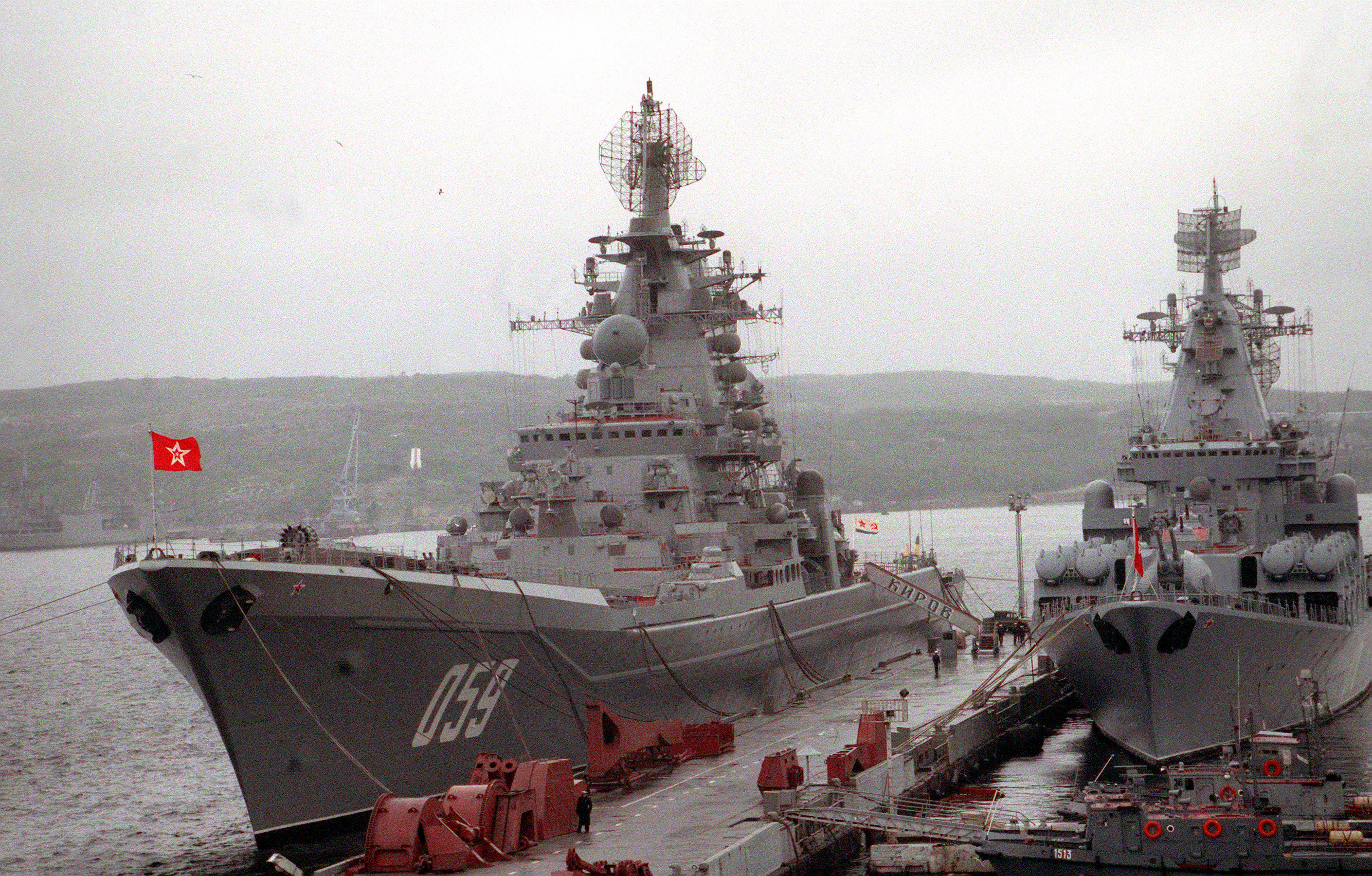
Tàu Đô đốc Ushakov ở cảng Severomorsk năm 1992

Mục đích của quân đội Liên Xô trước đây khi phát triển lớp tàu Kirov là để đối phó với các tàu sân bay của Hoa Kỳ, vì thế vì kích thước chúng lớn hơn các tàu tuần dương khác, chỉ kém tàu sân bay, được vũ trang rất mạnh, đặc biệt là bằng các tên lửa chống hạm. Do kích thước lớn, có chiều dài 252 m, rộng 28,5 m, cao 9,1 m với lượng dãn nước 28.000 tấn lúc mang đầy đủ vũ khí, chúng thường được các phương tiện truyền thông phương Tây gọi là tuần dương thiết giáp, liên tưởng tới các thiết giáp hạm có kích thước lớn hồi nửa đầu thế kỷ 20.
Lớp tàu chiến-tuần dương Kirov được phát triển từ năm 1974. Năm 1980, chiếc thứ nhất được đưa vào hoạt động. Dự án phát triển lớp tàu chiến-tuần dương Kirov bị chấm dứt vào năm 1998, chủ yếu do vấn đề ngân sách.

### Khả năng tấn công tàu sân bay
Tàu sân bay Mỹ bị tờ báo Trung Quốc Sohu cho rằng sẽ gặp thất thế trước tuần dương hạm hạt nhân Nga Peter Đại đế lớp Kirov nổi tiếng. Các chuyên gia Trung Quốc cho rằng với hệ thống tên lửa siêu vượt âm tầm bắn trên 1000 km là 3M22 Zircon, tên lửa hành trình Calibre và Onyx cùng vũ khí phòng không mới sẽ được triển khai trên lớp Kirov nâng cấp, ngay cả hàng không mẫu hạm Mỹ cũng sẽ phải dè chừng chiến hạm đã cao tuổi của Nga và Hàng không mẫu hạm Mỹ sẽ không thể chịu được đòn tấn công trực diện từ tàu tuần dương hạt nhân Peter Đại đế của Nga.
Tuy nhiên do tác động của đường chân trời vô tuyến điện từ, những chiếc Kirov khó mà bắn chính xác ngoài cự ly 50 km nếu độc lập tác chiến trong khi máy bay E-2D cũng như F/A-18E/F giúp hàng không mẫu hạm Mỹ có khả năng tấn công tầm xa mà không cần sự hỗ trợ từ bên ngoài. Như vậy, để tấn công ở tầm xa thì chiếc Kirov phải có sự hỗ trợ dẫn đường của các hệ thống trinh sát bên ngoài con tàu (ví dụ như vệ tinh, máy bay trinh sát...), còn nếu đơn độc tác chiến thì nó sẽ phải tránh xa các tàu sân bay Mỹ.

## Vũ trang
- 20 tên lửa chống hạm P-700 Granit tầm bắn 625 km.[9][10][11]
- 12 S-300 phòng không tầm bắn 150 km.
- 192 tên lửa 9K311 Tor phòng không tầm bắn 12 km hoặc 2 tổ hợp tên lửa OSA-MA với 40 tên lửa tầm bắn 15 km.
- 6 hệ thống phòng thủ tầm ngắn đối không CADS-N-1 Kashtan.
- Hệ thống rocket chống ngầm Udav-1 trang bị 102 rocket tầm bắn 3 km.
- 2 ống phóng ngư lôi 533 mm có khả năng phóng tên lửa chống ngầm Vodopad-NK với tầm bắn tới 120 km.
- 3 trực thăng săn ngầm Ka-27 PL.
- 1 pháo AK-130.

## Những chiếc trong lớp

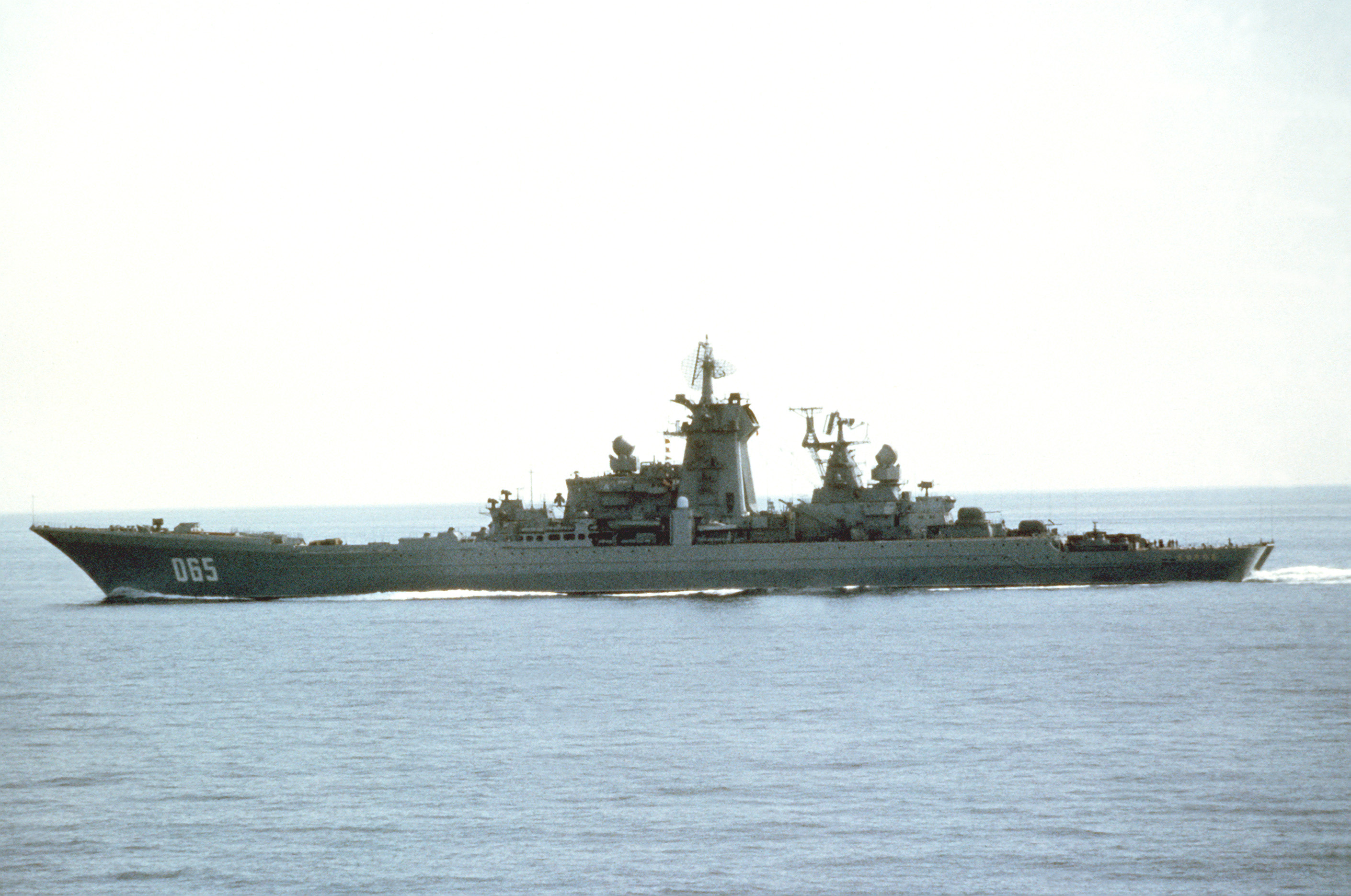
Tàu Kirov đang di chuyển vào năm 1983

| Tàu                                                                                         | Đặt tên theo                   | Hãng đóng tàu              | Đặt lườn            | Hạ thủy              | Hoạt động            | Tình trạng                                       |
| ------------------------------------------------------------------------------------------- | ------------------------------ | -------------------------- | ------------------- | -------------------- | -------------------- | ------------------------------------------------ |
| Đô đốc Ushakov (tên cũ: Kirov)                                                              | Fyodor Fyodorovich Ushakov     | Baltiysky Zavod, Leningrad | 27 tháng 3 năm 1974 | 26 tháng 12 năm 1977 | 30 tháng 12 năm 1980 | Bị tiêu hủy vào năm 2021                         |
| Đô đốc Lazarev (tên cũ: Frunze)                                                             | Mikhail Petrovich Lazarev      | Baltiysky Zavod, Leningrad | 27 tháng 7 năm 1978 | 26 tháng 5 năm 1981  | 31 tháng 10 năm 1984 | Bị tiêu hủy, bắt đầu từ tháng 4 năm 2021         |
| Đô đốc Nakhimov (tên cũ: Kalinin)                                                           | Pavel Stepanovich Nakhimov     | Baltiysky Zavod, Leningrad | 17 tháng 5 năm 1983 | 25 tháng 4 năm 1986  | 30 tháng 12 năm 1988 | Đang tiến hành tái trang bị                      |
| Pyotr Velikiy (tên cũ: Yuriy Andropov)                                                      | Peter Đại đế                   | Baltiysky Zavod, Leningrad | 11 tháng 3 năm 1986 | 29 tháng 4 năm 1989  | 9 tháng 4 năm 1998   | Đang hoạt động trong biên chế Hạm đội Phương Bắc |
| Admiral Flota Sovetskogo Soyuza Kuznetsov (tên cũ: Dzerzhinsky và Oktyabrskaya Revolutsiya) | Nikolay Gerasimovich Kuznetsov | Baltiysky Zavod, Leningrad | —                   | —                    | —                    | Bị hủy bỏ vào 4 tháng 10 năm 1990                |